# Macrobrachium olfersii
Macrobrachium olfersii is een garnalensoort uit de familie van de steurgarnalen (Palaemonidae). De wetenschappelijke naam van de soort werd in 1836 voor het eerst geldig gepubliceerd door Wiegmann.

## Verspreiding
Macrobrachium olfersii heeft opvallende grote en borstelige asymmetrische klauwen. Het is een katadrome garnaal, die paait en leeft als een larve en vroege juveniele in estuaria, maar dan verplaatst naar hoger gelegen beken en rivieren om het grootste deel van zijn volwassen leven in zoetwater te leven. Het is inheems in Brazilië en andere Zuid-Amerikaanse kusten, van het noorden tot de zuidelijke kusten en de waterscheiding van de Golf van Mexico. Het werd geïntroduceerd aan de oost- en Golfkusten van de Verenigde Staten en komt nu voor van Texas tot North Carolina.